# جان بلچیر

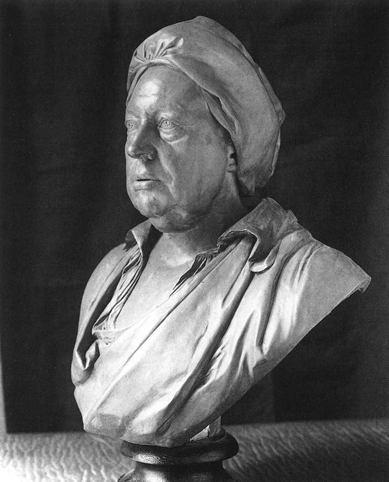
مجسمه نیم‌تنه جان بلچیر (۱۸۴۹)

جان بلچیر (به انگلیسی: John Belchier) جراح بریتانیایی بیمارستان گایز از سال ۱۷۳۶ تا ۱۷۶۸ بود. او در زمان کار در گایز کشف کرد که گیاه روناس بافت تازه شکل‌گرفته استخوان را رنگی می‌کند و راهی را در مطالعه رشد و توسعه اسکلت باز کرد که توسط هنری لوئیس دو هامیل دو مونسو و جان هانتر ادامه یافت.
در سال ۱۷۳۷ جان بلچیر مدال کاپلی انجمن سلطنتی را دریافت کرد. او مسئول بیمارستان خیریه کودکان سرراهی بود که در سال ۱۷۳۹ با منشور سلطنتی ایجاد شد؛ و از سال ۱۷۵۱ تا ۱۷۸۵ عضو دادگاه دستیاران شرکت جراحان بود.